# Godło górnicze

Godło górnicze: pyrlik i żelazko

Godło górnicze , kupla , potocznie górnicze młotki – najbardziej rozpoznawalny symbol górnictwa. Godło składa się z dwóch skrzyżowanych narzędzi: żelazka i pyrlika (perlika). Narzędzia są koloru czarnego; w przypadku użycia jako elementu godła górniczego tło jest zielone (na sztandarze zielone u góry i czarne u dołu).
Żelazko (żelosko) to narzędzie urabiające, ostro zakończone, o kształcie klina; górna część trzonka wychodzi poza obrys metalowej części. Pyrlik ma obydwa końce płaskie, przekrój wzdłużny zbliżony do prostokąta i trzonek niewychodzący poza obrys metalowej części. Pyrlikiem uderzano w żelazko.
Wiele miast o górniczych tradycjach ma w herbach miejskich godło górnicze, na przykład Tarnowskie Góry i Świętochłowice. W heraldyce na spodzie leży żelazko, a na nim pyrlik (choć na herbach miejskich zdarzają się i niewłaściwe formy, w odwrotnej kolejności).
Kupla widnieje także na mundurze górniczym, emblematach kopalń, miejsc, przedmiotów związanych z górnictwem, klubów sportowych z górniczych regionów (np. Górnik Zabrze, Szachtar Donieck).

## Galeria

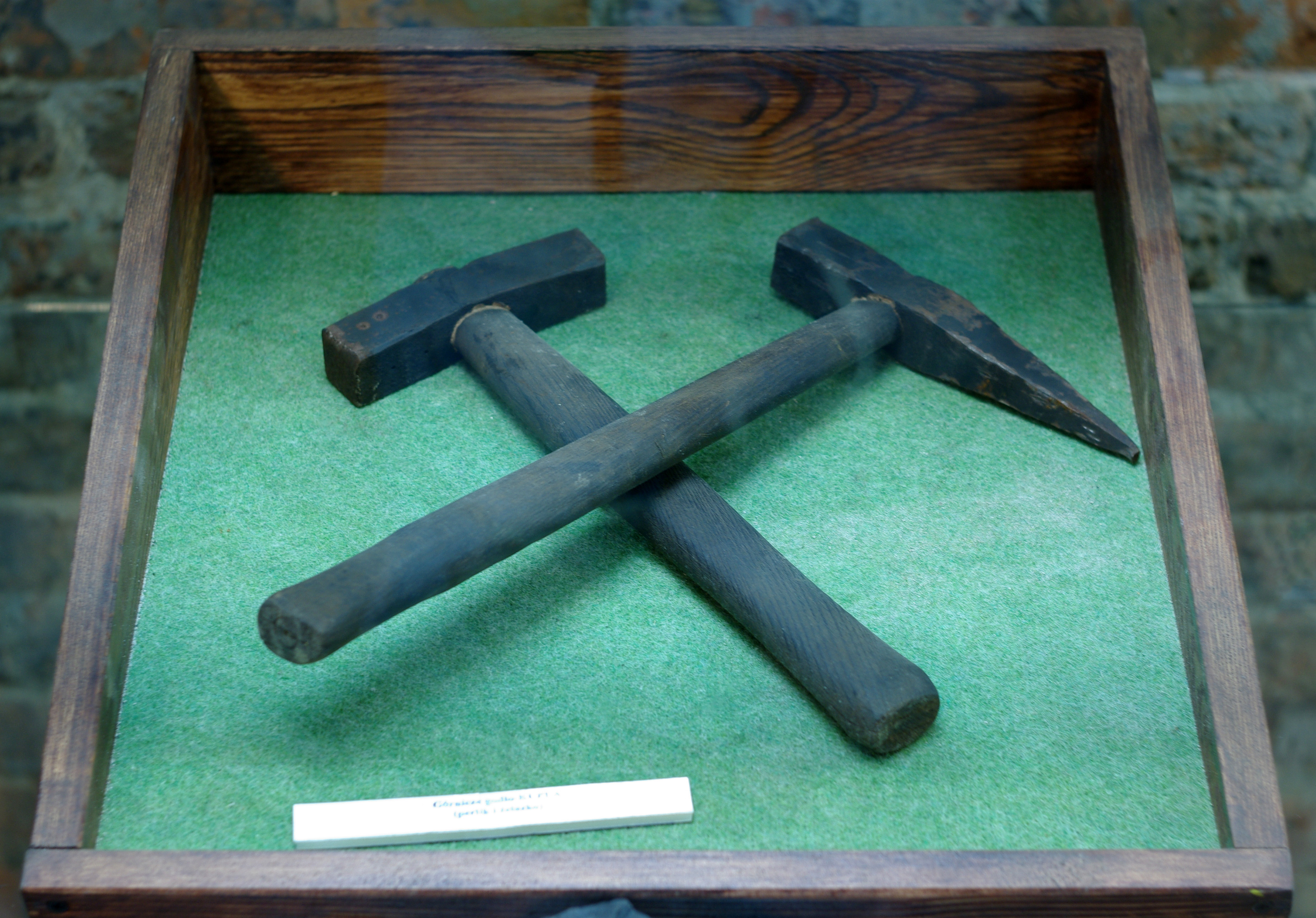
Pyrlik (pod spodem) i żelazko (na wierzchu)
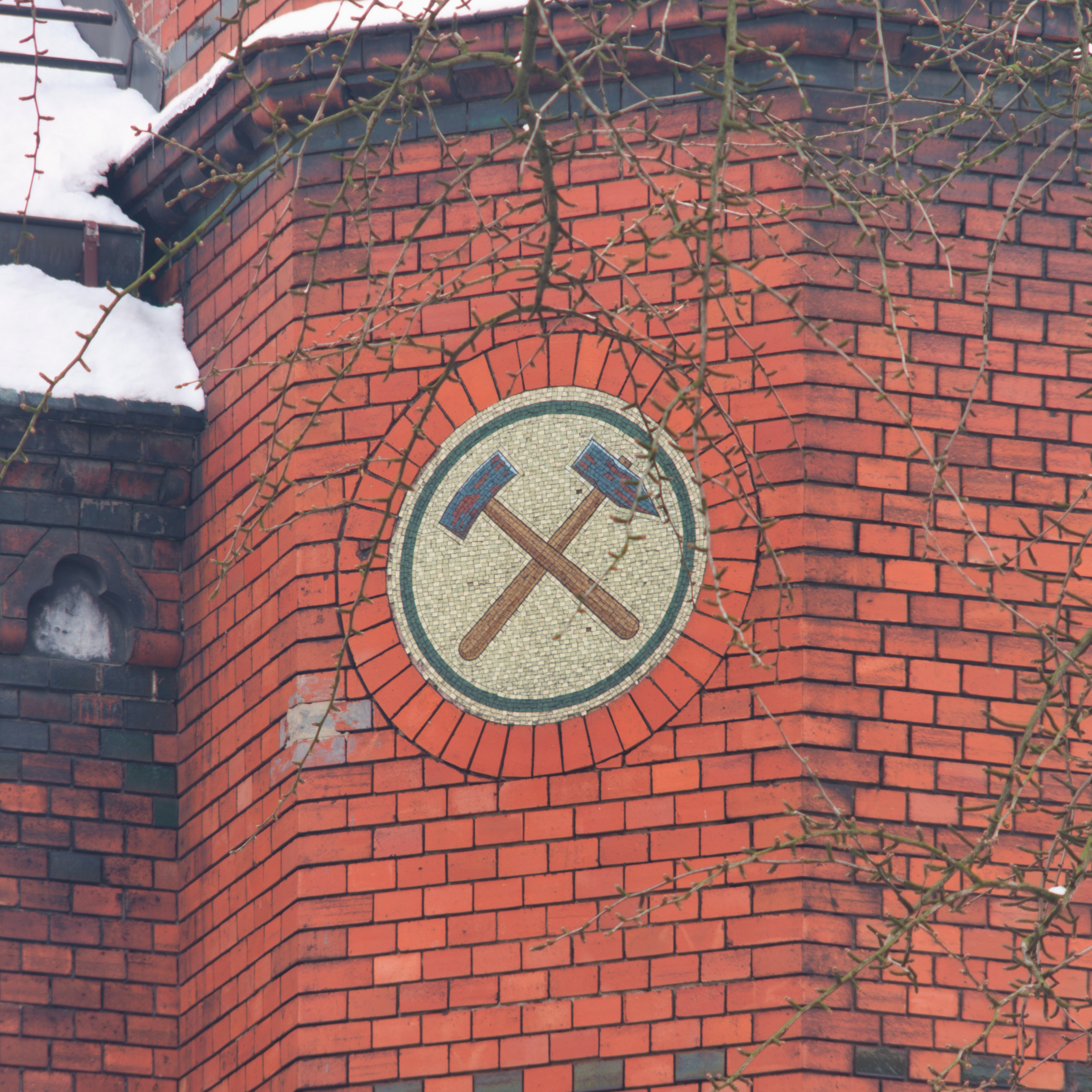
Kupla na fasadzie Muzeum Górnośląs-kiego w Bytomiu
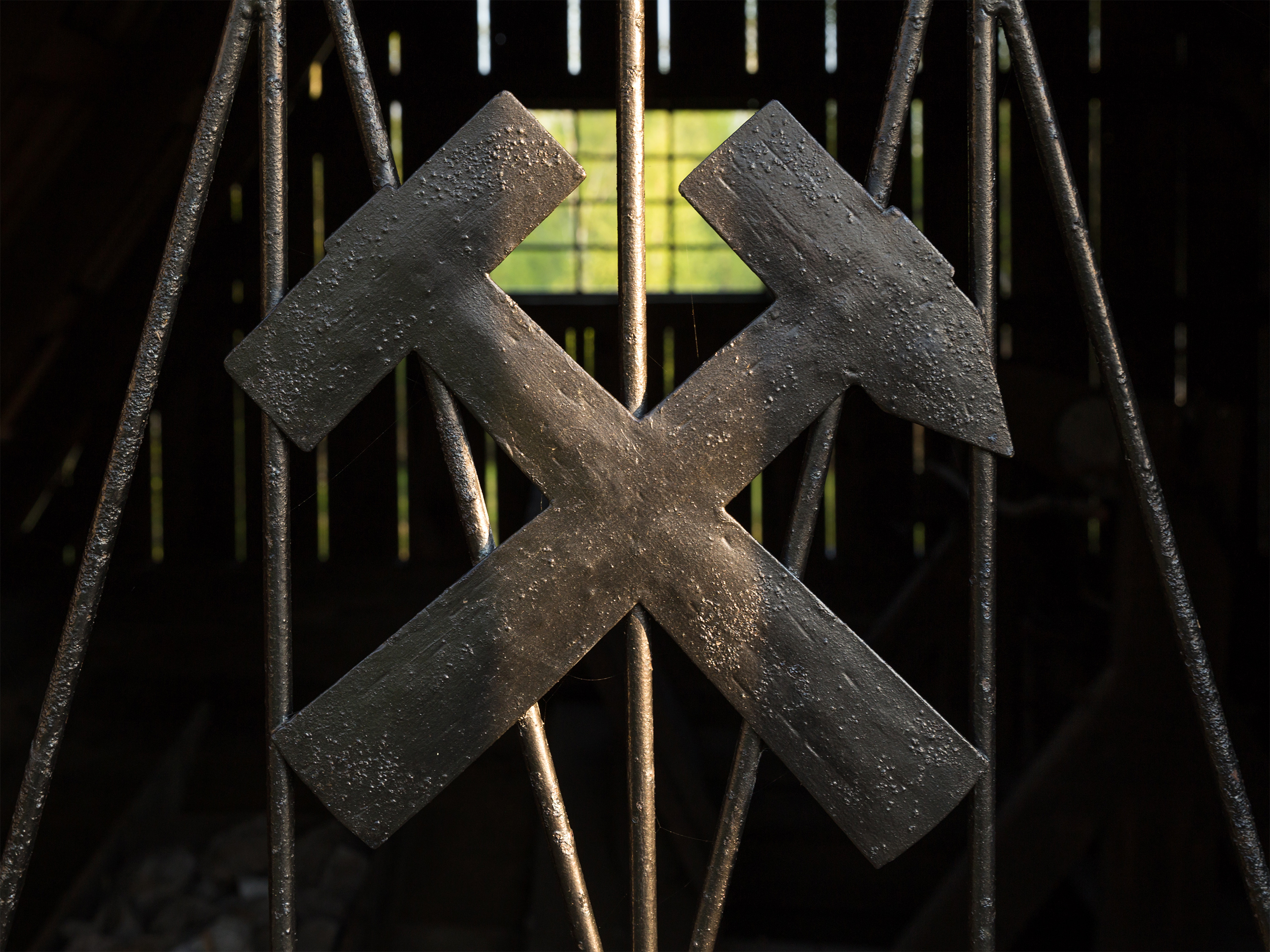
Kupla na bramie
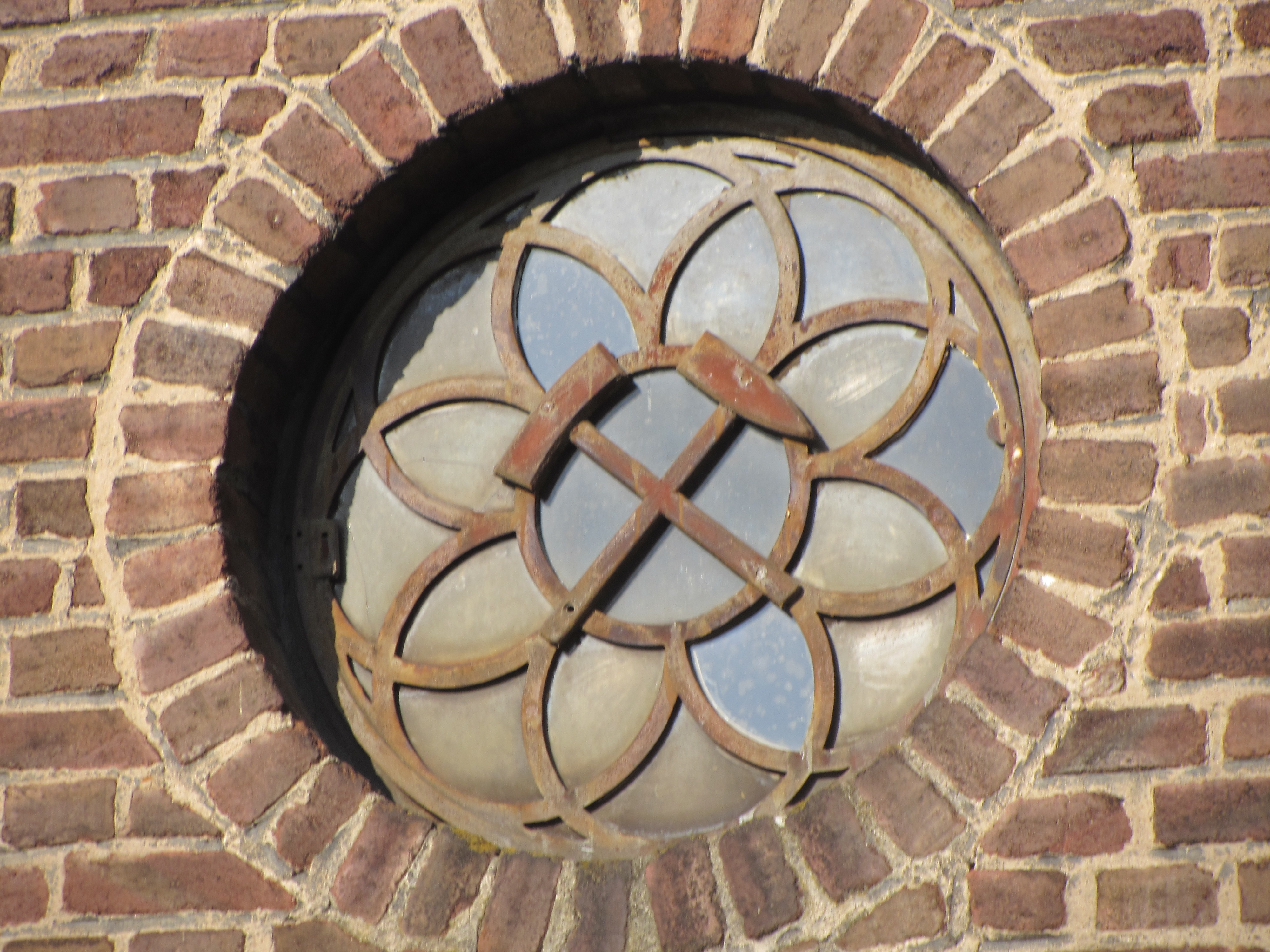
Kupla w oknie
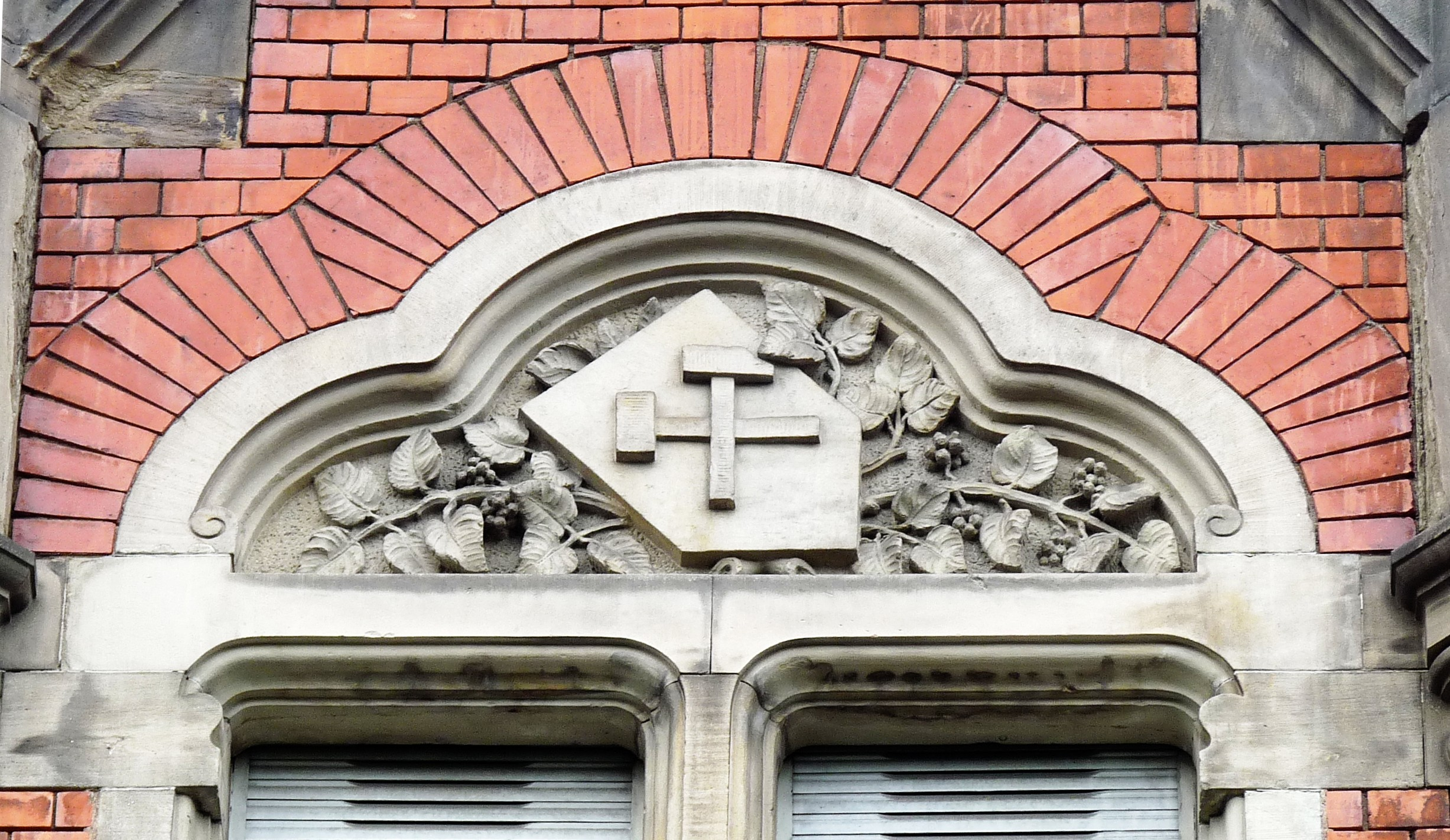
Kupla w naczółku okna
Herb Prowincji Górny Śląsk
Herb kraju karlowarskiego
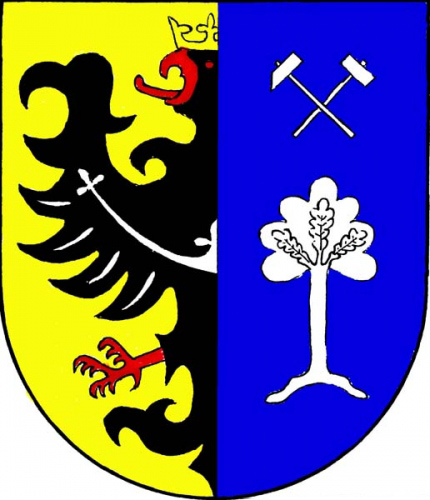
Herb Dąbrowy
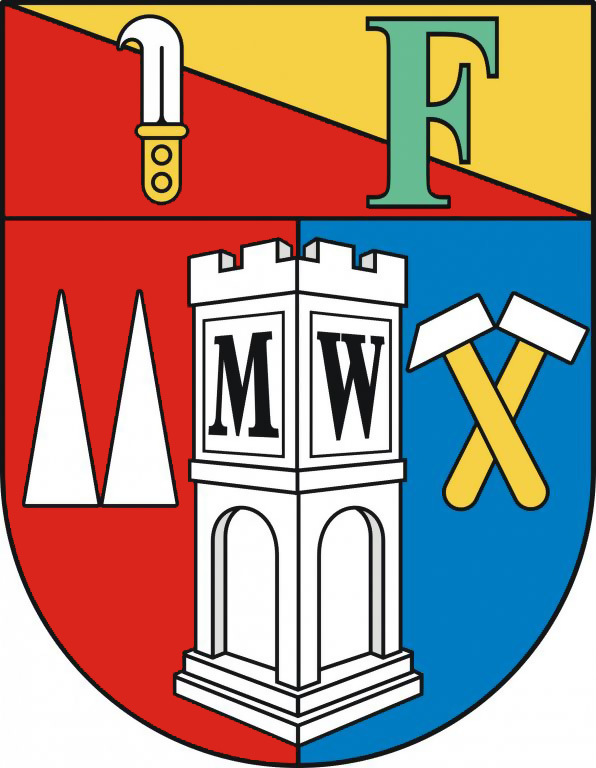
Herb Budišova nad Budišovkou
Herb Hawierzowa
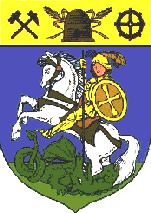
Herb Horníego Jiřetína
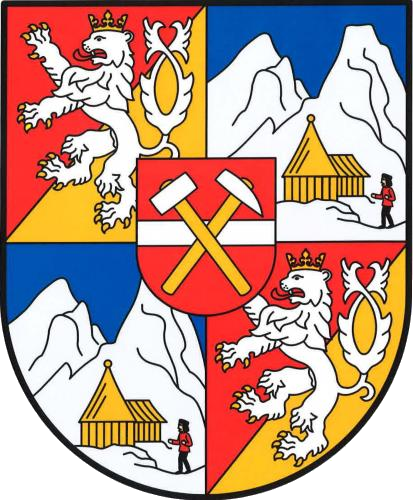
Herb Jáchymova
Herb Kaden (z odwróconą kuplą)
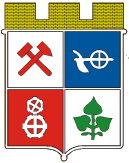
Herb Lomu
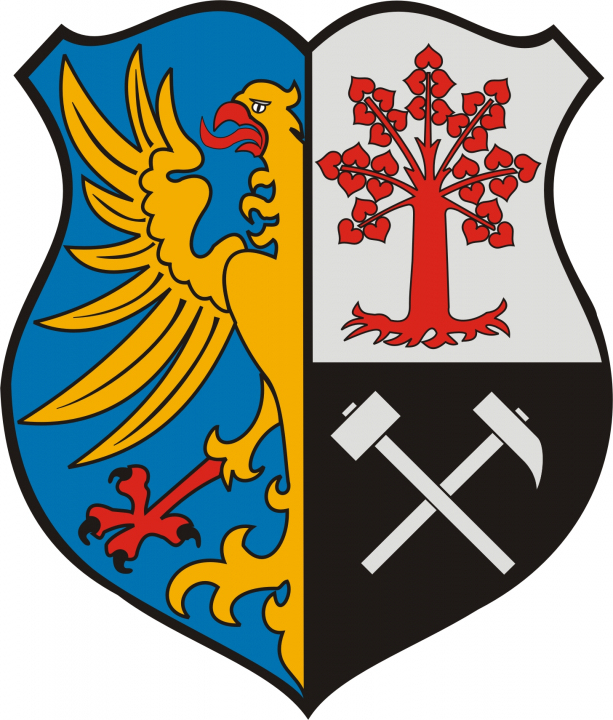
Herb Orłowej
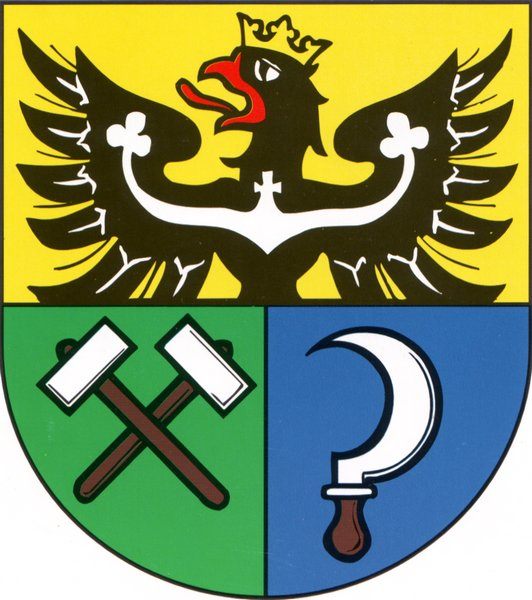
Herb Ostrawy-Michałkowic
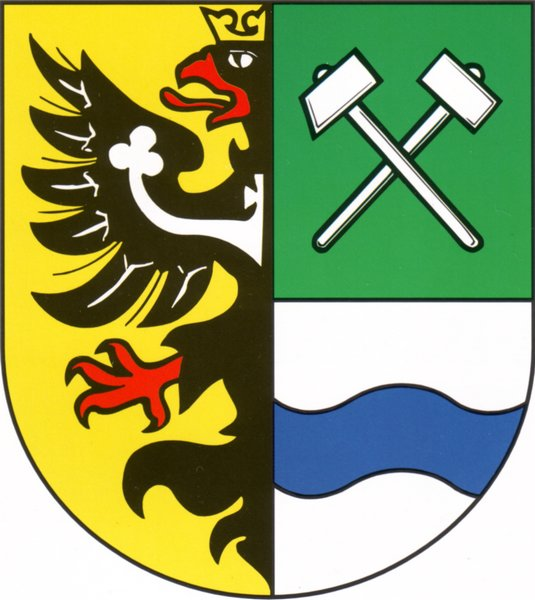
Herb Ostrawy-Pietrzkowic
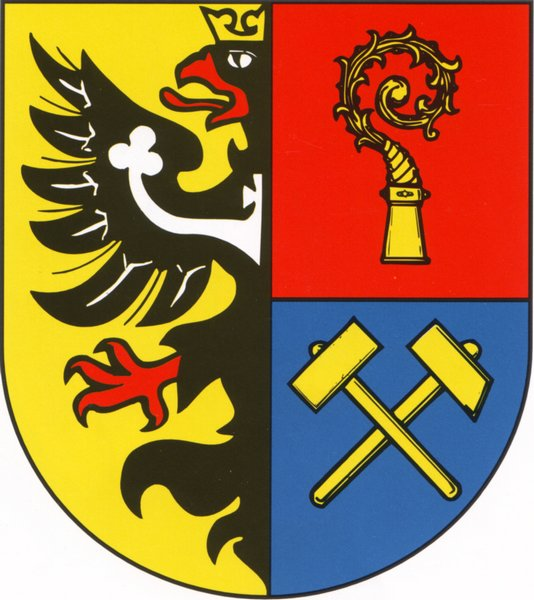
Herb Ostrawy-Poręby
Herb Pietwałdu
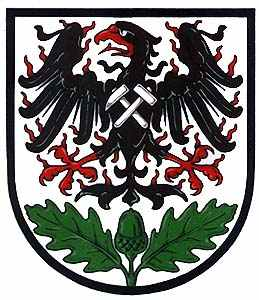
Herb Stochova
Herb Świętochłowic
Herb Štěchovic
Herb Tarnowskich Gór
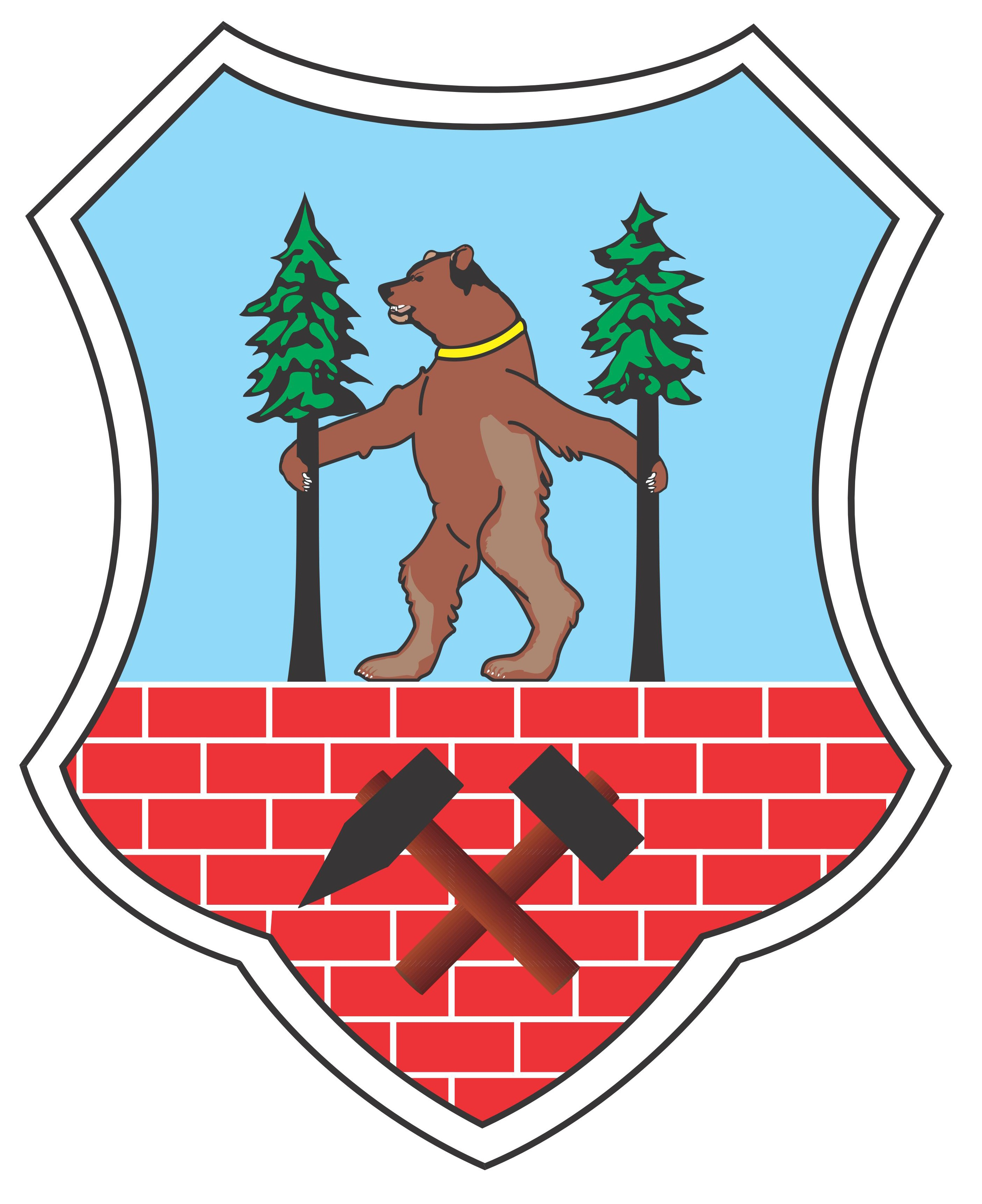
Herb Žacléřa
Herb Szachtara Donieck